# Roberto Merino
Pour les articles homonymes, voir Merino et Ramírez.
Roberto Merino Ramírez, né le 19 mai 1982 à Chiclayo au Pérou, est un joueur de football international péruvien qui évoluait au poste de milieu offensif.

## Biographie

### Carrière en club
Formé en Espagne, Roberto Merino, baptisé par la presse péruvienne Maradonita (« petit Maradona »), évolue dans bon nombre de pays, l'Espagne donc (RCD Majorque B, Málaga CF B, Ciudad de Murcia), la Suisse (Servette FC), la Grèce (Akratitos Liosion, Atromitos FC), l'Italie (US Salernitana, Nocerina), le Koweït (Al-Nasr), la Colombie (Deportes Tolima) et la Thaïlande (Pattaya United). 
Mais c'est au Pérou qu'il obtient son seul titre, lorsqu'il remporte le championnat 2011 au sein du Juan Aurich, qui plus est le club de sa ville natale.
Il compte à son actif deux matchs de Coupe de l'UEFA avec l'Atronitos FC, six matchs de Copa Libertadores au sein du Deportes Tolima et six matchs de Copa Sudamericana avec trois clubs péruviens (Juan Aurich, UTC et Unión Comercio) sans marquer de but dans aucune de ces trois compétitions.

### Carrière en sélection
Ayant la nationalité espagnole, Roberto Merino est convoqué chez les U18 de ce pays en 2000. Il y joue neuf rencontres, pour trois buts marqués.
Il opte néanmoins pour son pays natal, le Pérou, dont il devient international, même s'il ne compte qu'une sélection lorsqu'il remplace Luis Ramírez à la 46e minute face à l'Équateur, le 7 juin 2009, dans le cadre des éliminatoires de la coupe du monde 2010 (défaite 1-2).

## Palmarès
Juan Aurich
- Championnat du Pérou (1) :
  - Champion : 2011.